# Tofteaksla
Die Tofteaksla ist ein 1200 m hoher Berg im Nordwesten der antarktischen Peter-I.-Insel. Er ragt an der Nordwestseite des Lars-Christensen-Gipfels auf.
Wissenschaftler des Norwegischen Polarinstituts benannten ihn 1987 nach Eyvind Tofte (1880–1968), dem Leiter der vom norwegischen Walfangunternehmer Lars Christensen finanzierten Antarktisfahrt mit der Odd I (1926–1927).